# زاك روبنسون (لاعب كرة قدم)
زاك روبنسون (بالإنجليزية: Zach Robinson)‏ هو لاعب كرة قدم بريطاني في مركز الوسط، ولد في 2002 في إنجلترا في المملكة المتحدة. لعب مع إيه أف سي ويمبلدون.